# Чибисов, Сергей Владимирович
Сергей Владимирович Чибисов (1898—1980) — советский учёный (доктор физико-математических наук (1940), специалист в области прикладной геофизики и сейсморазведки, религиозный деятель Русской православной церкви (известен как инок московского Свято-Данилова монастыря). Брат К. В. Чибисова.
К. В. Чибисов родился в 1897 году в Москве в семье механика-самоучки Владимира Ивановича Чибисова (1854—1923), демобилизовавшегося в 1882 году со срочной службы на Балтийском флоте в звании машинного унтер-офицера 1-й статьи и поступившего по рекомендации А. Г. Столетова на работу механиком в кабинет физических демонстраций Физического института Московского университета, а позднее, в 1889 году создавшего Торговый Дом «И. А. Стручков и В. И. Чибисов» — «первый электротехнический завод, созданный русскими инженерами», поставлявший динамо-машины для предприятий мукомольной промышленности. В разные годы на заводе работало до 50 человек., в частности, в 1914 году на заводе трудилось 45 человек, которые 7 июля приняли участие в забастовке против расстрела путиловцев, в 1913 году годовой оборот предприятия составлял 30000 ₽.
Крещён 26 сентября 1898 года в храме во имя Флора и Лавра (в честь иконы Божией Матери Всех Скорбящих Радость) на Зацепе, в Коломенской Ямской слободе священником Александром Потаповым, в восприемниках были те же лица, что и у его старшего брата - Константина. В период с августа 1907 по май 1916 года проходил обучение в 10-й Московской гимназии, а после с августа 1916 по июнь 1922 года (с перерывом с 18 октября 1916 г. по 14 июля 1918 г.) обучался на математическом отделении физико-математического факультета Московского университета, после чего с октября 1925 г. по март 1929 г. являлся аспирантом Института математики и механики Московского университета.  В 1921—1922 годах С. В. Чибисов являлся заведующим лабораторией Аэрофотограмметрического научно-опытного института. В 1934 году преобразовал формулу Гертглотца-Вихерта для целей сейсморазведки. Полученный метод получил название способ Герглотца-Вихерта-Чибисова. В 1944 году работа инженер-полковника, доктора физико-математических наук «Расчёт противотанковых рвов и эскарпов» в которой с позиций современного исследователю физико-математического знания решалась задача устройства «противотанковых земляных препятствий» была номинирована на получение Сталинской премии, на неё были получены отзывы академика АН СССР, генерал-лейтенанта инженерно-технической службы Б. Г. Галёркина, посчитавшего работу С. В. Чибисова, представляющей научный интерес и имеющей «оборонное значение», Члена-корреспондента АН ССР, генерал-майора инженерно-технической службы И. М. Рабиновича, профессора МГУ, генерал-майора инженерно-технической службы М. М. Филоненко-Бородича, а начальник инженерных войск маршал инженерных войск М. П. Воробьёв в представлении 26 февраля 1945 года увидел оказанную помощь при строительстве фортификационных сооружений наиболее оптимальных по своим размерам. Однако премия инженер-полковнику Чибисову не была присуждена, равно как и его коллеге, заведующему кафедрой сопротивления материалов ВИА имени В. В. Куйбышева генерал-майору инженерно-технической службы Б. Н. Жемочкину за работу «Теория расчёта противотанковых свайных надолб и барьеров».
Сергей Чибисов был глубоко религиозным человеком. В апреле 1932 года проходил по коллективному делу Истинно-православной церкви, на допросе показал о том, что в монастыре имелись представители церкви непоминающих. В 1948 году принял постриг от своего духовного отца архимандрита Тихона (Баляева). С. В. Чибисов являлся хранителем дневниковых записей отца Тихона, впоследствии опубликованных монастырём.
Похоронен в семейном захоронении на 17-м участке Даниловского кладбища города Москвы.